# Volkswagen Sharan

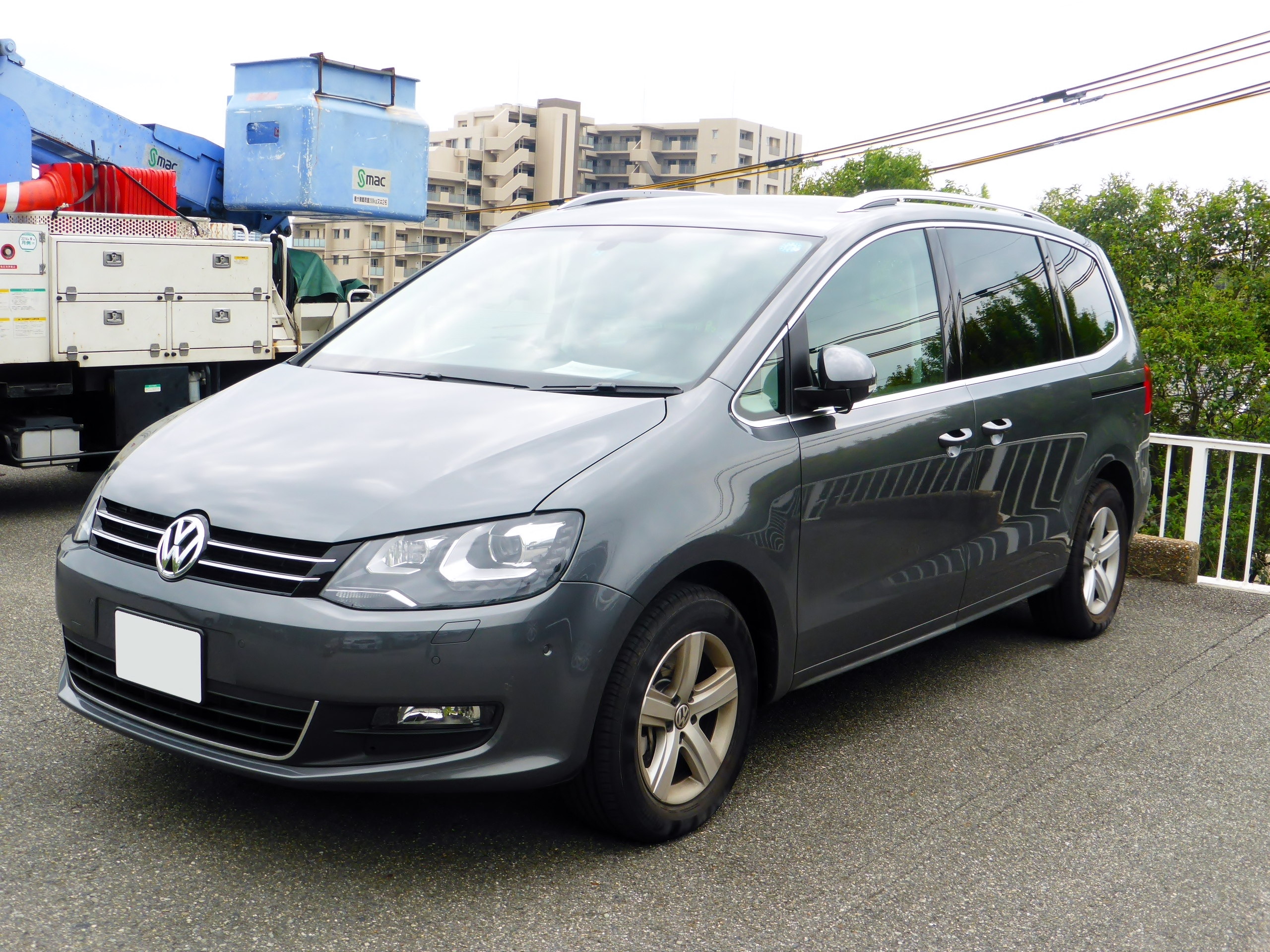

Le Volkswagen Sharan est un grand monospace du constructeur automobile allemand Volkswagen.

## Première génération (1995-2010)
Le projet commun de construction des modèles Volkswagen Sharan, Seat Alhambra et Ford Galaxy a commencé en 1991 afin de proposer des monospaces destinés au marché européen. À la fin de 1994, ce projet entre Volkswagen, Seat et Ford se concrétise pour une apparition sur les chaînes de production en 1995 de l'usine Autoeuropa à Palmela au Portugal.
Volkswagen l'a griffe sous sa propre marque en 1995 en même temps que Seat avec le modèle Alhambra. Chacun des trois véhicules possède ses propres finitions extérieures (phares, boucliers, etc.) et intérieures (pour la Ford).
En 2007, la production annuelle est de 50 000 unités et celles-ci sont vendues en Europe, Afrique du Sud, certains pays asiatiques et latino-américains. Au Mexique, il est livré avec un 4-cylindres 1,8 litre turbo de 150 ch à boîte Tiptronic en version Comfortline uniquement. Il est également disponible en Argentine mais où il est possible d'avoir un diesel 4 cylindres 1,9 litre de 115 ch, uniquement en finition Trendline.

### Galeries

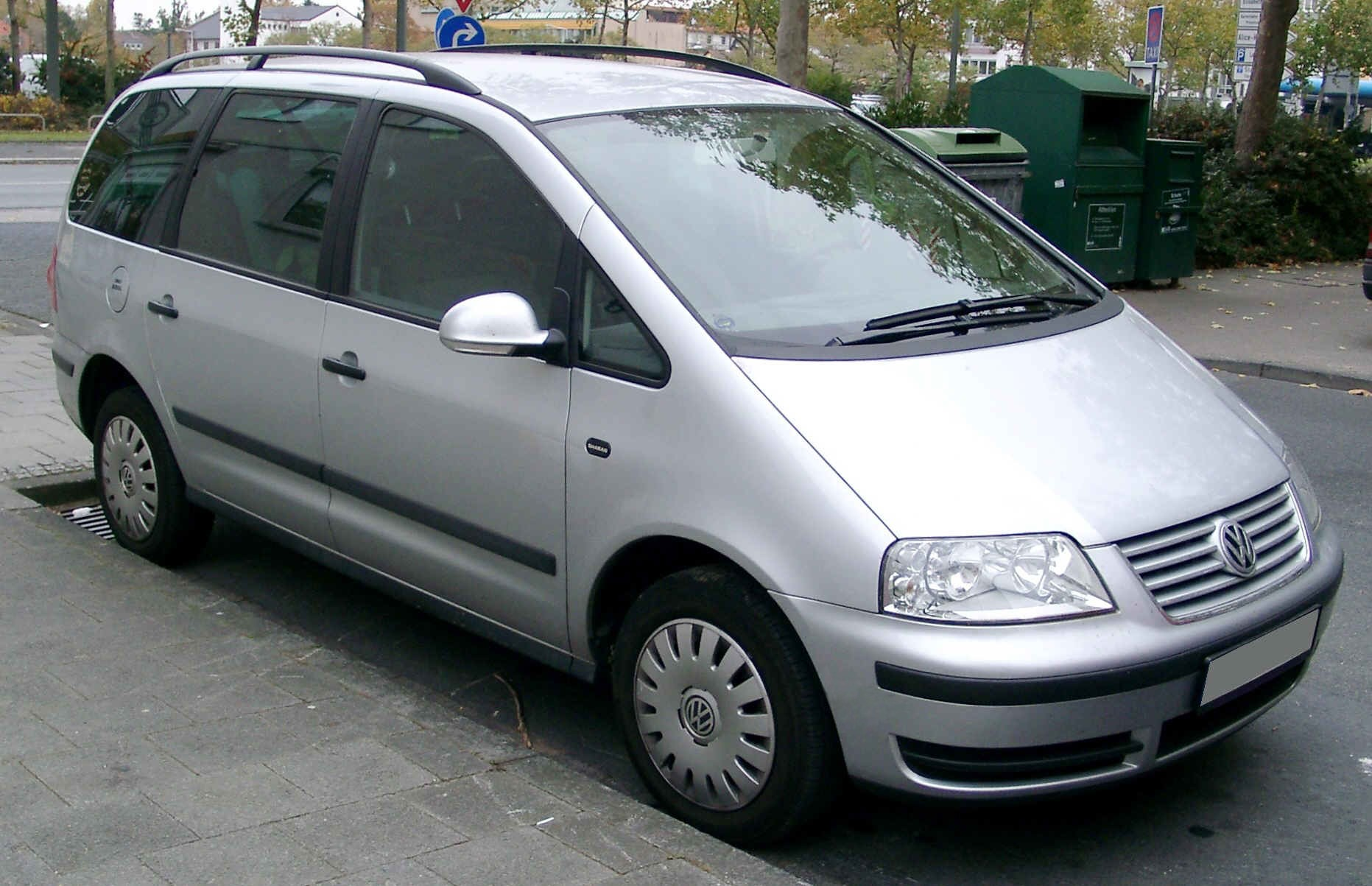
Vue avant
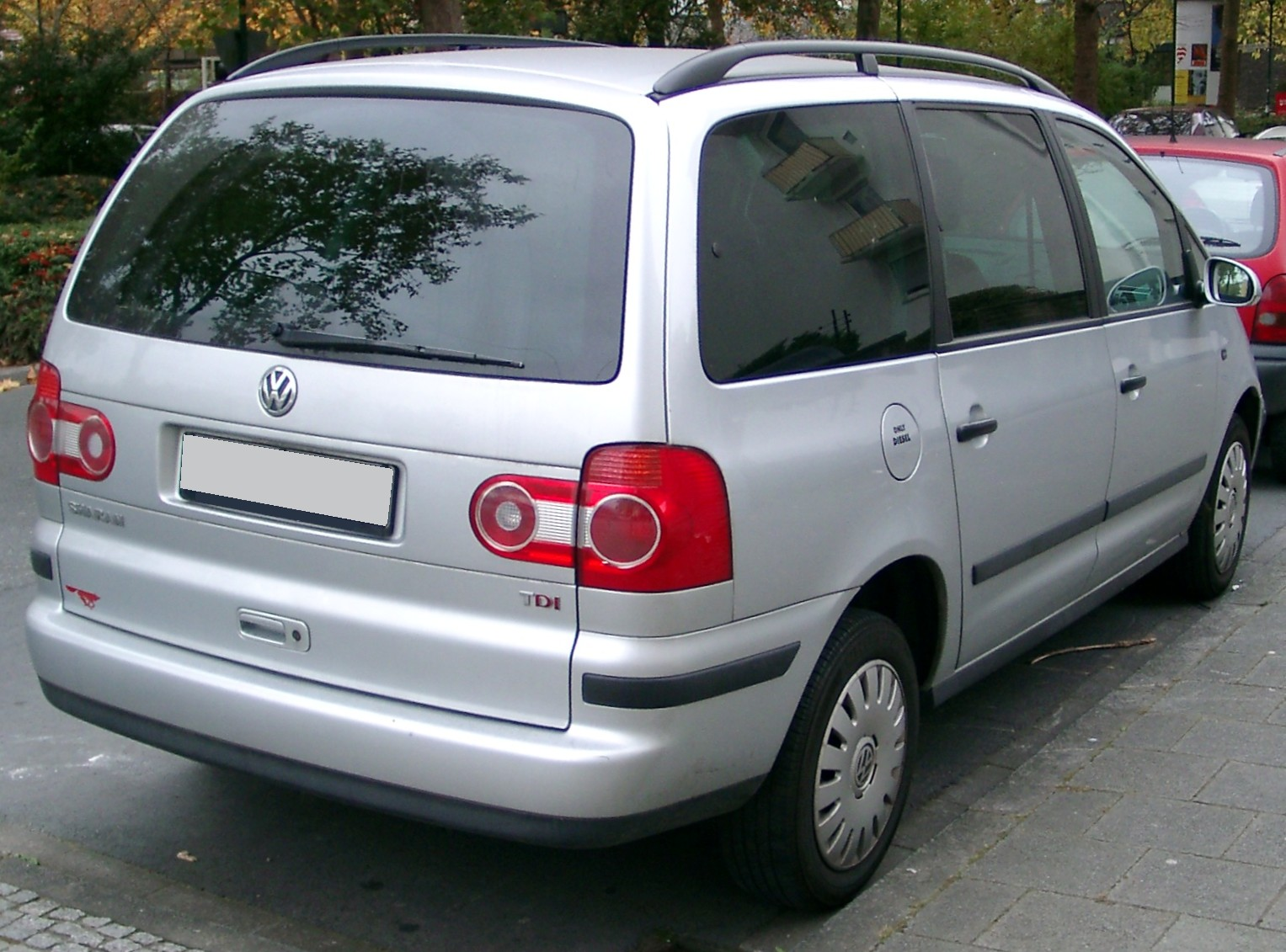
Vue arrière

Phase 1 (1996 - 2000)

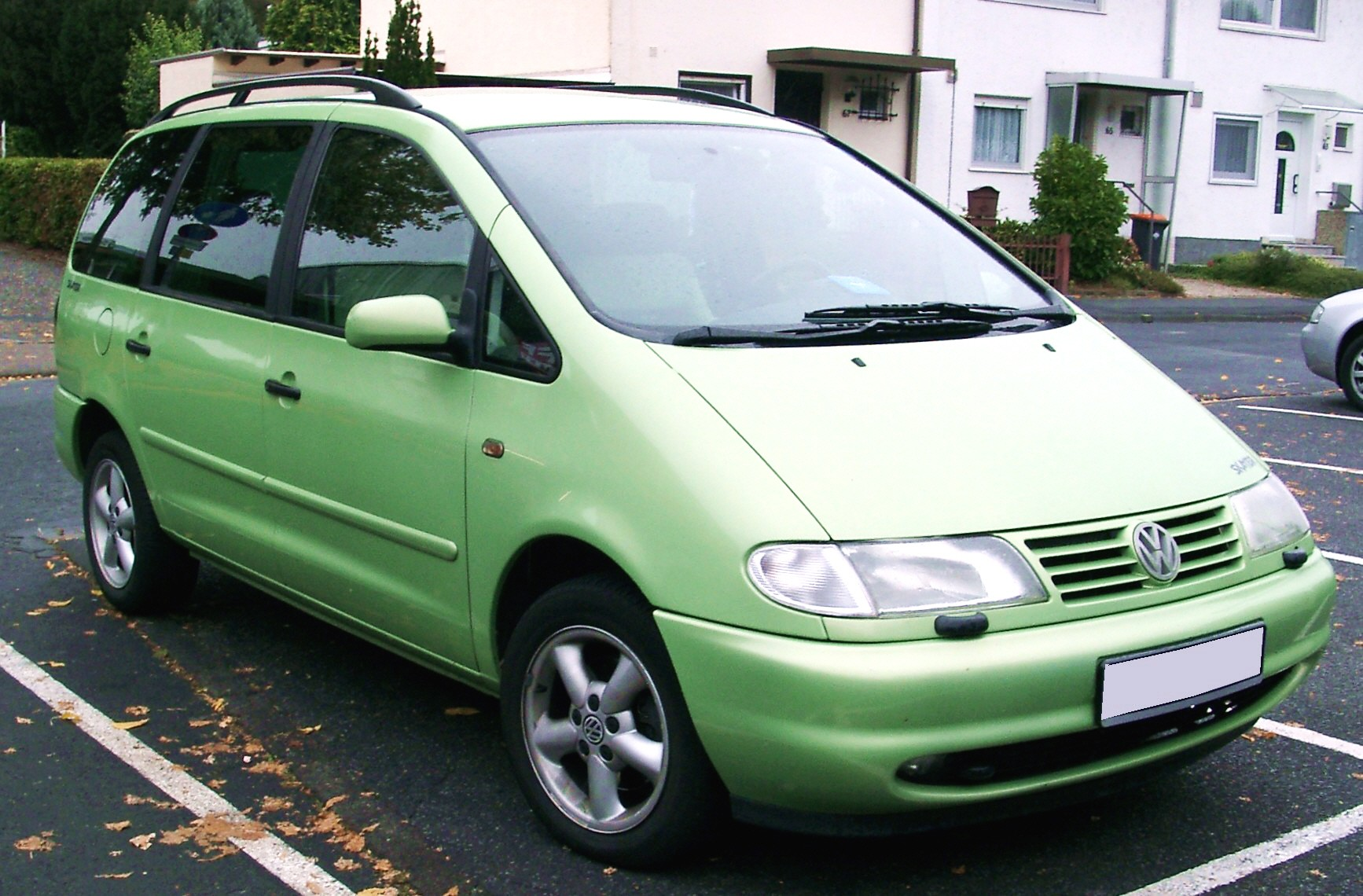
Vue avant
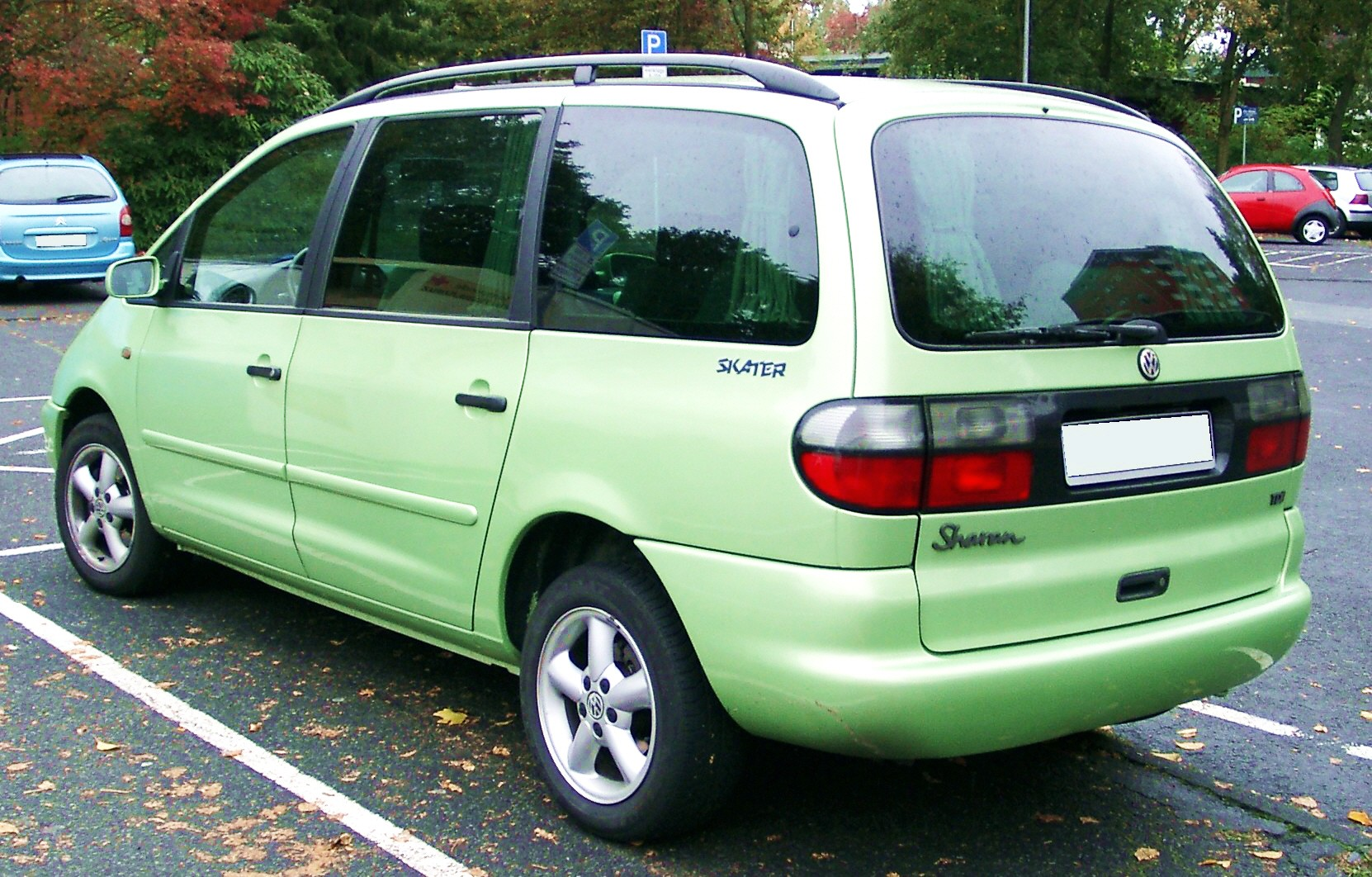
Vue arrière
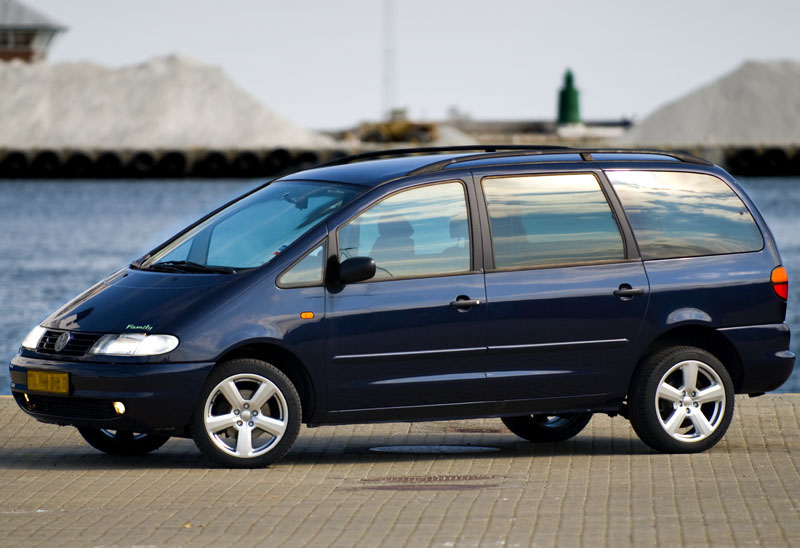
Vue latérale

Phase 2 (2000 - 2004)

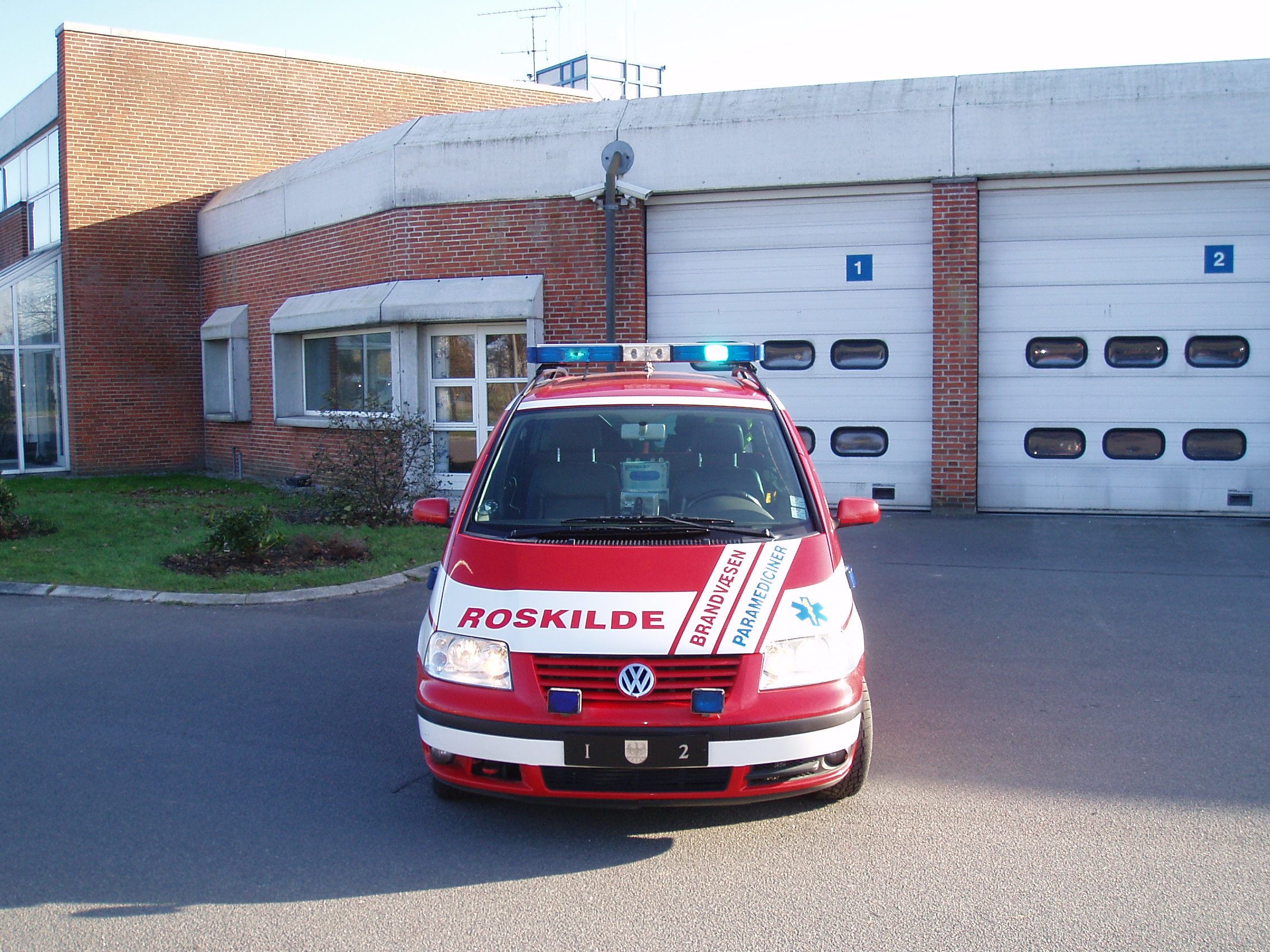
PLAN avant
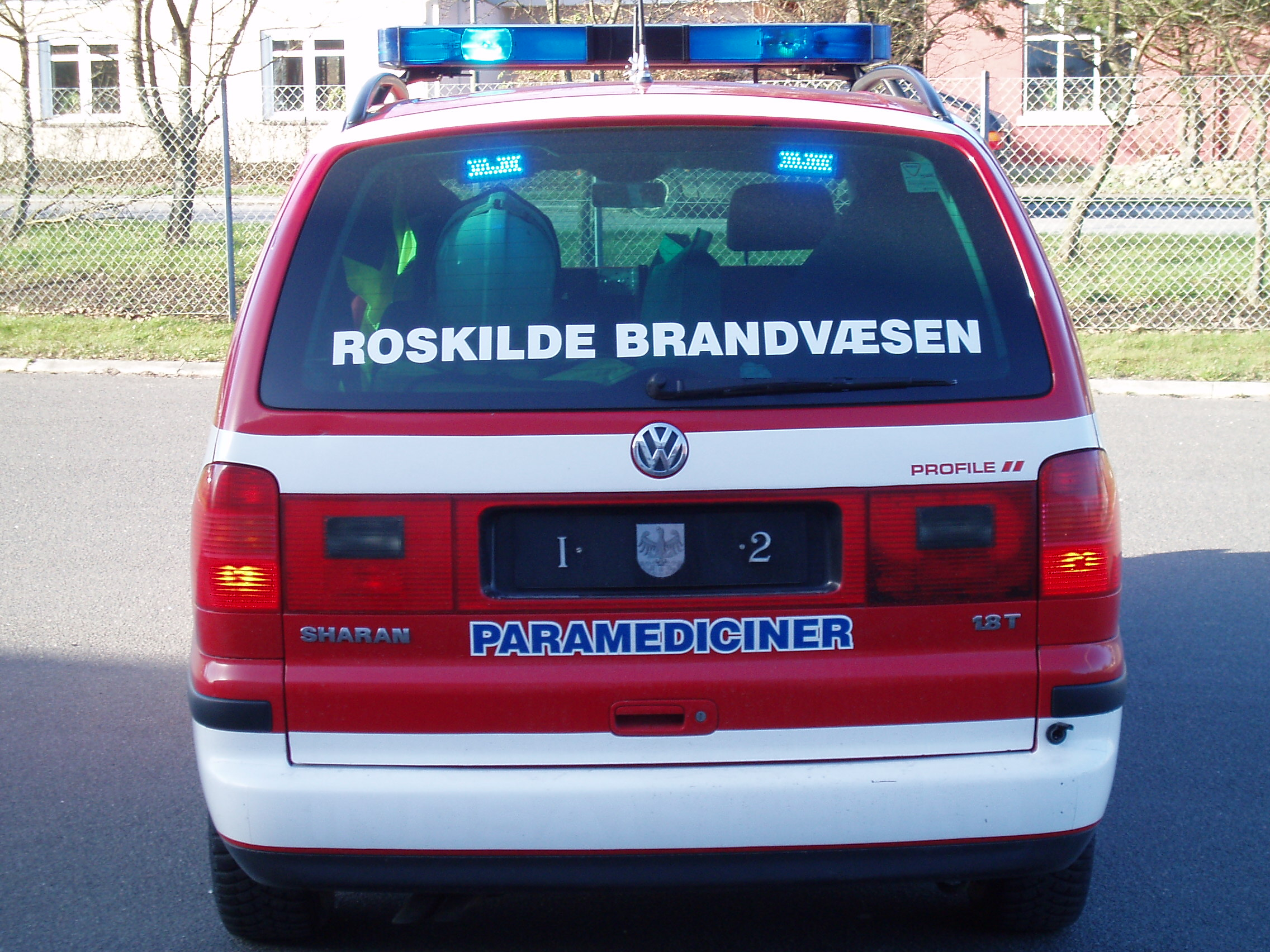
PLAN arriere
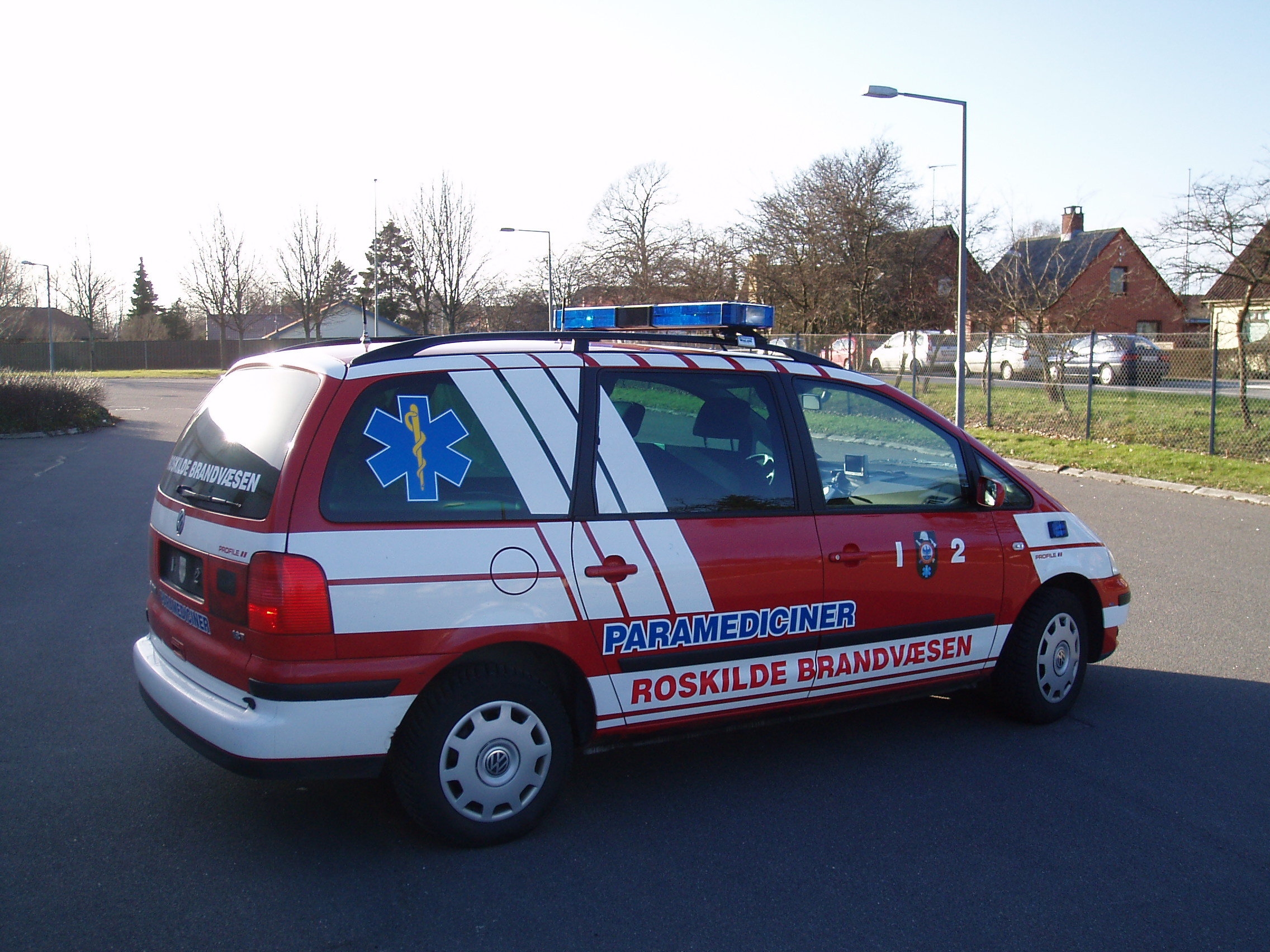
PLAN droit

Phase 3 (2004 - 2010)

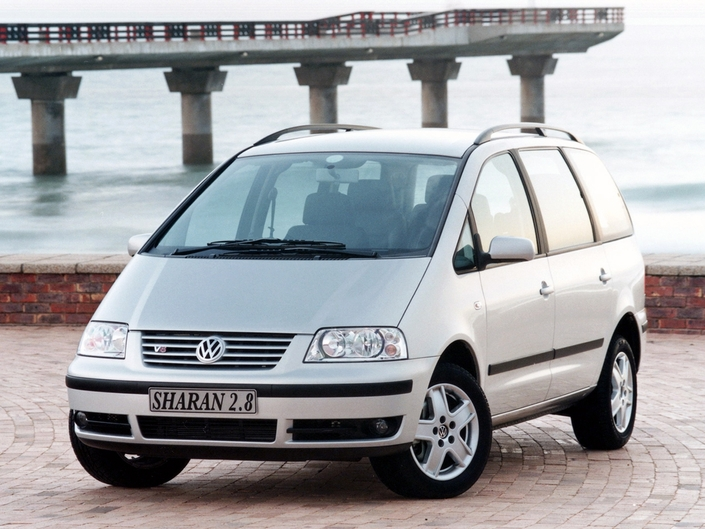
face avant VR6
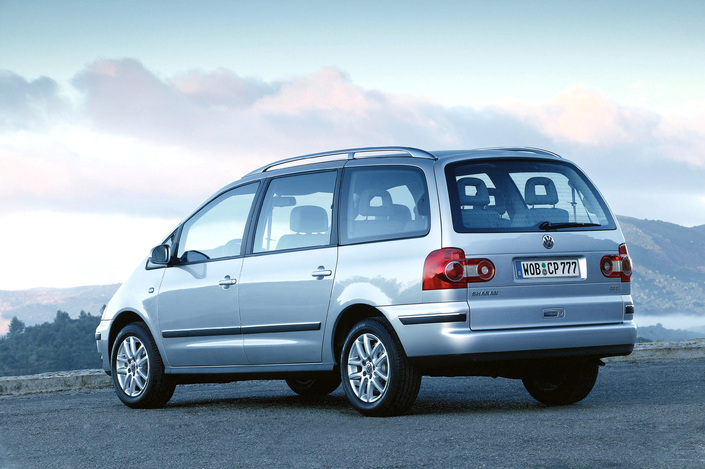
Face arrière VR6
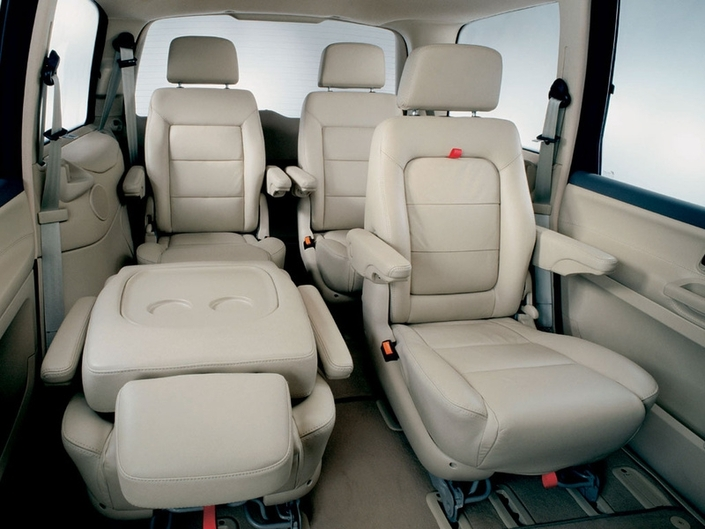
Intérieure VR6

- Vue avant
- Vue arrière

## Seconde génération (2010-2022)
La deuxième génération du Sharan (qui ne partage plus rien avec le Ford Galaxy, mais toujours avec le Seat Alhambra) est présentée le mardi 2 février 2010 au salon de Genève. Il adopte le nouveau style de la marque apparenté à celui de la Golf et de la Polo, plus carré et moderne.

### Design
Le modèle est conçu par Walter Maria de Silva et Klaus Bischoff. La face avant est semblable à celle de la Volkswagen Golf Plus. Contrairement à son prédécesseur, le Sharan a un système de portes coulissantes qui peut être actionné manuellement ou électriquement.

### Technologie
Pour réduire la consommation, un système start-stop et de freinage régénératif a été adopté. L'autre détail technique est un contrôle de châssis adaptatif, appelé dynamique de contrôle du châssis (DCC). La puissance est transmise via une boîte manuelle six vitesses ou une six vitesses à double embrayage. Pour l'année 2011, une version quatre roues motrices est annoncée.

### Restylage
En 2015, le Sharan est restylé en juillet. Dévoilé au salon international de l'automobile de Genève 2015, ce lifting permet au monospace de tenir tête aux nouveaux ténors, les Renault Espace, Ford S-Max et Galaxy. Il se démarque toutefois par des optiques intégrant des feux de jour à LED, une nouvelle signature lumineuse, des feux arrière et un dessin de jantes inédits. Même impression à bord où seuls les cadrans des compteurs et le volant bénéficient d'une retouche.

### Finitions
- Allstar

#### Séries spéciales

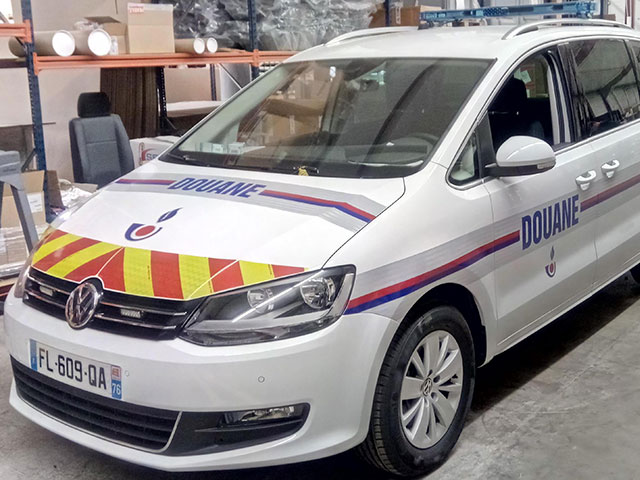
Sharan de la douane Française par Scorbel

- Sound
- Connect (à partir de Mars 2018)
- IQ DriveSharan de la douane Française par Scorbel